# Piptospatha ridleyi
Piptospatha ridleyi là một loài thực vật có hoa trong họ Ráy (Araceae). Loài này được N.E.Br. ex Hook.f. miêu tả khoa học đầu tiên năm 1894.